# Деревянная градирня (Североуральск)
Градирня в Североуральске — единственное в России сохранившееся гиперболоидное сооружение, построенное из древесины.
Две градирни для охлаждения котлов теплоэлектроцентрали Североуральского бокситового рудника были построены в 1948 году по проекту академика В. Г. Шухова, крупнейшего специалиста по гиперболоидным конструкциям. Для В. Г. Шухова, известного, главным образом, стальными ажурными оболочками, проектирование из дерева не было характерным; однако в данном случае архитектору удалось в полной мере использовать преимущества доступного и экономичного варианта. В условиях переменной температуры и влажности лёгкая древесина показала себя достаточно функциональным и долговечным строительным материалом.
По проекту Шухова в 1930-х — 1940-х годах в Советском Союзе было построено несколько деревянных градирен. Образцом для североуральских башен стала градирня Краснозаводской ТЭЦ в Харькове, сооружённая в 1938 году, ещё при жизни Шухова (до настоящего времени не сохранилась). Охладительные башни проработали до 1964 года; после ввода газовой котельной их эксплуатация прекратилась, а одна из башен была демонтирована.
Общая высота сооружения — 46 метров, из них 36 метров — непосредственно деревянная гиперболоидная конструкция. Диаметр градирни изменяется от 32,5 метров у основания до 30 метров вверху башни. Несущая конструкция башни представляет собой ромбовидную сетку прямоугольных брусьев, соединённых в местах скрещивания болтами, а в местах стыка — двусторонними накладками на гвоздях. Башня скреплена снаружи девятью горизонтальными поясами жёсткости, также деревянными. Внутренняя обшивка из вертикально расположенных досок не являлась несущей частью конструкции и могла легко заменяться при необходимости.
По состоянию на 2022 год уникальное сооружение является бесхозным, что затрудняет реализацию планов по его консервации и музеефикации. Североуральский краеведческий музей периодически проводит здесь экскурсии. Деревянная часть конструкции достаточно сохранна, хуже обстоит дело с бетонным основанием башни, требующим капитального ремонта.